# Wapen van Dessel

Het wapen van Dessel

Het wapen van Dessel is het heraldisch wapen van de Antwerpse stad Dessel. Het wapen werd op 28 mei 1956 per koninklijk besluit aan de gemeente toegekend. Het wapen is op 16 februari 1993, eveneens per koninklijk besluit, in gebruik herbevestigd. Bij de herbevestiging is de beschrijving van het wapen in details aangepast.

## Blazoenering
De blazoenering van het wapen van Dessel luidt als volgt:
In sabel een uitgeschu[l]pt schuinkruis van goud. Het schild geplaatst voor een Sint-Pieter houdende in de rechterhand een sleutel en in de linkerhand een gesloten boek, en gehouden rechts door een leeuw en links door een griffioen, beide van goud.
Het wapen is zwart van kleur, met daarop een andreaskruis dat als het ware ingesneden is. Achter het schild staat de heilige Petrus met de sleutels van de hemelpoort in zijn rechterhand. In tegenstelling tot de beschrijving heeft hij op de officiële tekening er twee vast en in zijn linkerhand houdt hij (hoewel dus wel beschreven) géén boek vast, deze hand is leeg. Aan de rechterzijde van het schild staat een leeuw en aan de linkerzijde een griffioen. De heilige, leeuw en griffioen zijn alle drie goudkleurig.

## Geschiedenis
Gedurende het hele ancien régime behoorde Dessel tot de heerlijkheid Voogdij Mol, Balen en Dessel. In Mol zat het bestuur van de heerlijkheid. Het bestuur bestond uit zeven schepenen, waarvan er één uit Dessel kwam. Gedurende de 15e, 16e en 17e eeuw gebruikte de schepenbank een zegel met daarop staande Sint Pieter. Na verloop van tijd werden ook de wapens van de heren van de Voogdij naast Sint Pieter op een of twee schilden afgebeeld. In de 16e eeuw werd het burgerlijke bestuur verplaatst naar Dessel. De schepen die in Mol zitting had, werd hoofd van de bestuurszaken in Dessel. Hierna ging Dessel een eigen zegel voeren: een griffioen met in een van de poten twee, drie of vier gekruiste pijlen. Vanaf 1693 gebruikte de Voogdij een zegel met daarop het uitgeschulpte schuinkruis. Het schild wordt gehouden door een griffioen en een leeuw en staat voor Sint Pieter. Dit wapen is gelijk aan dat van de familie Roelants, dat gedurende de 17e eeuw het bewind over de Voogdij voerde.

## Vergelijkbare wapens
Het wapen van Dessel is te vergelijken met de volgende wapens:

Het wapen van Balen
Het wapen van Mol